# Pileolaria pistaciae
Pileolaria pistaciae är en svampart som beskrevs av F.L. Tai & C.T. Wei 1933. Pileolaria pistaciae ingår i släktet Pileolaria och familjen Pileolariaceae.   Inga underarter finns listade i Catalogue of Life.